# Міністерство юстиції Польщі
 Міністерство юстиції Польщі (пол. Ministerstwo Sprawiedliwości) є одним з міністерств Польщі. Кожний міністр юстиції з 1990 також був генеральним прокурором Республіки Польща.